# Optare Solo
Switch Solo (до 2012 года Optare Solo) — низкопольный автобус среднего класса, выпускаемый с 1998 года компанией Switch Mobility. Название Solo обозначает низкий пол.
С 1998 по 2012 год было выпущено 3857 автобусов Optare Solo. По состоянию на апрель 2017 года, выпущено около 1500 Solo SR.

## Описание
Optare Solo оснащён стальной рамой и стеклопластиковыми панелями. Первоначально автобус оснащался двигателем Mercedes-Benz OM904LA мощностью 122—147 л. с. Позднее автобусы приводились в движение двигателем MAN или же шестицилиндровым двигателем Cummins ISBe мощностью 185 л. с. Каждый двигатель сочетался в паре с четырёхступенчатой автоматической трансмиссией Allison AT545. В 2005 году начался выпуск гибридного автобуса с аккумуляторами Eneco (ныне Traction Technology).
Первоначально задние огни были прямоугольными кластерными, которые позднее уступили место круглым светодиодным. Во всех случаях расположение задних огней вертикальное.
В 2008 году автобус прошёл рестайлинг и стал называться Solo+. С 2023 года в семейство входят электробусы.

## Эксплуатация
- Великобритания[8]
- Европа[9][10]
- Азия
- Австралия[11][12][13]
- Мальта
- Ближний Восток[14][15][14][16]
- Северная Америка
- Ирландия
- Южная Африка[17][18]

## Галерея
- Optare Solo M880
- Optare Solo M950
- Optare Solo M850
- Optare Solo SE
- Solo M960
- Optare Solo M810L
- Optare Solo
- LFN с 30-дюймовыми дисками в Майами